# قوریچای
قوریچای، روستایی از توابع بخش مرکزی شهرستان سنقر در استان کرمانشاه ایران است.

## جمعیت
این روستا در دهستان سرآب قرار دارد و براساس سرشماری مرکز آمار ایران در سال ۱۳۸۵، جمعیت آن ۱۸۶ نفر (۴۳خانوار) بوده‌است.